# Nathan Bedford Forrest
Nathan Bedford Forrest (Chapel Hill, 13 luglio 1821 – Memphis, 29 ottobre 1877) fu un tenente generale della cavalleria confederata, noto anche per aver aderito alla nascente organizzazione razzista Ku Klux Klan, di cui fu il primo Grand Wizard ("Grande Stregone").
Secondo alcune informazioni tuttavia avrebbe abbandonato l'organizzazione perché in disaccordo con la direzione criminale assunta dal Ku Klux Klan.
Sebbene privo di istruzione militare, dimostrò un innato talento tattico e strategico nell'impiego della cavalleria. Creò una nuova filosofia relativa all'impiego della Guerra di movimento. Fu accusato di crimini di guerra perché al termine della battaglia di Fort Pillow permise alle forze da lui guidate il massacro di centinaia di soldati di colore in fuga e successivamente anche dei prigionieri nordisti bianchi.

## Gioventù
Nathan Bedford Forrest nacque da una povera famiglia di origine scoto-irlandese a Chapel Hill, nella Contea di Bedford (Tennessee). Insieme alla sorella gemella Fanny era il primo di dodici figli di un fabbro, William Forrest. In seguito alla morte del padre, Forrest divenne capo-famiglia all'età di 17 anni e grazie al suo duro lavoro e alla sua determinazione caratteriale, fu in grado di evitare a sé medesimo e alla sua famiglia la povertà. Nel 1841 (all'età di 20 anni) si recò con suo zio a Hernando (Mississippi).
Lo zio fu ucciso durante un'incursione di fuorilegge e Forrest uccise due di questi fuorilegge con la sua pistola e ferì altri due col coltello (uno dei sopravvissuti servì sotto il suo comando durante la guerra di secessione americana).
Divenne uomo d'affari e proprietario di diverse piantagioni e, poco prima dell'inizio delle ostilità, un mercante di schiavi, con residenza ad Adams Street, a Memphis (Tennessee). Nel 1858 fu eletto consigliere comunale a Memphis. Forrest provvide finanziariamente a sua madre, mandò i suoi fratelli più piccoli in collegio e, quando nel 1861 scoppiò la guerra di secessione, era diventato milionario e uno degli uomini più ricchi del Sud degli Stati Uniti.

## Carriera militare
Dato che Forrest aveva conseguito gran parte della sua fortuna col traffico di schiavi (con guadagni di più di 50.000 dollari annui), egli era assolutamente favorevole al mantenimento della legislazione statale circa la schiavitù e quindi appoggiò gli Stati Confederati d'America in guerra. Dopo che la guerra fu dichiarata a seguito degli avvenimenti di Fort Sumter (12 aprile 1861), Forrest tornò in Tennessee e si arruolò come privato cittadino nell'esercito confederato. Il 14 luglio 1861, si aggregò alla Compagnia "E" del Capitano J.S. White (Tennessee Mounted Rifles).
Dopo aver osservato quanto malamente fosse equipaggiato l'esercito confederato, Forrest si offrì di comperare cavalli ed equipaggiamento per organizzare un reggimento di volontari del Tennessee, impiegando i propri soldi. I suoi ufficiali superiori e il governatore dello stato, sorpresi che un personaggio della caratura e dell'importanza di Forrest si fosse arruolato come soldato semplice, gli attribuirono un brevetto di colonnello, grado necessario per comandare per l'appunto un reggimento. Nell'ottobre 1861 gli fu assegnato il comando del suo reggimento, chiamato "Battaglione di Cavalleria del Tennessee di Forrest". Forrest non aveva avuto in precedenza alcuna esperienza militare né aveva mai ricevuto alcun tipo di addestramento, ma si applicò con diligenza all'opportuno apprendimento. Avendo un innato senso tattico e una forte attitudine al comando, Forrest presto divenne un ufficiale esemplare.
In Tennessee vi era un forte dibattito circa la decisione dello Stato di aderire alla Confederazione e tanto gli eserciti della CSA (Confederated States of America) quanto l'Unione erano impegnati attivamente nell'opera di reclutamento nello Stato. Forrest cercò di reclutare gli uomini più battaglieri, promettendo loro che avrebbero potuto avere «ampia opportunità di uccidere gli Yankees». Forrest era un uomo fisicamente imponente — alto 1,88 m e del peso di 95 kg — e la sua presenza fisica incuteva rispetto, se non addirittura timore. Sapeva di essere un abile cavaliere e un prode spadaccino (affilava entrambi i lati della lama della sua pesante sciabola), doti che producevano grande effetto in battaglia.

### Comando di Cavalleria
Forrest si distinse in combattimento fin dalla battaglia di Fort Donelson, che ebbe luogo nel febbraio 1862, allorché comandò una carica di cavalleria contro una batteria d'artiglieria unionista, catturandola e rompendo poi l'assedio dell'esercito unionista di Ulysses S. Grant. Tentò di convincere i suoi superiori della fattibilità di un ritiro dal forte attraversando il fiume Cumberland, ma essi rifiutarono di prestargli ascolto. Forrest uscì dall'incontro con loro infuriato e dichiarò che non avrebbe condotto i suoi uomini in una battaglia per poi arrendersi.
Dimostrò la validità del suo punto di vista quando poco tempo dopo riunì circa 4.000 soldati che lo seguirono attraversando il fiume, evitando così di combattere ancora. Pochi giorni più tardi, nell'imminenza della caduta di Nashville (Tennessee), Forrest assunse il comando della cittadina e fece evacuare numerosi funzionari governativi, mettendo in salvo milioni di dollari di attrezzature industriali necessarie per la fabbricazione di armi, qualcosa che la Confederazione non avrebbe potuto permettersi di perdere.
Un mese dopo Forrest tornò in azione nella battaglia di Shiloh (6–7 aprile 1862). Ancora una volta si trovò al comando della retroguardia confederata al termine d'una battaglia perduta e ancora una volta riuscì a distinguersi. Nello scontro di Falling Timbers, avvenuto all'indomani della battaglia vera e propria, caricò infatti un raggruppamento di tiratori unionisti, passando attraverso le loro linee. Si racconta che, ritrovandosi attorniato dai nemici senza alcuno dei suoi uomini accanto e colpito da un proiettile nel fianco, afferrasse un soldato nordista di piccola taglia e lo issasse dietro sé sul proprio cavallo a guisa di scudo umano, riuscendo così ad uscire dalla mischia senza ricevere ulteriori ferite.
Venne ricoverato per curarsi della ferita il tempo necessario per poter risalire in sella nella prima parte dell'estate di quell'anno, al comando di una nuova brigata composta da inesperti reggimenti di cavalleria. In luglio li condusse nel Tennessee centrale dopo aver ricevuto un ordine dal suo generale comandante, Braxton Bragg, di effettuare un raid di cavalleria: in quest'occasione conseguì un altro successo stupefacente.
Il giorno del suo compleanno, il 13 luglio 1862, i suoi uomini piombarono sulla cittadina in mano agli Unionisti di Murfreesboro (Tennessee), e nel corso della prima battaglia di Murfreesboro, egli sgominò gli avversari e catturò una forza consistente il doppio della sua. Murfreesboro fu la prima di numerose vittorie conseguite da Forrest. Restò imbattuto fino ai giorni finali della guerra, quando fronteggiò numeri esorbitanti di avversari, ma i dissensi fra lui e Bragg non consentirono di conseguire ulteriori successi e gli alti comandi confederati non capirono il grande talento militare di Forrest finché non fu troppo tardi. Nei loro scritti del dopoguerra sia il Presidente confederato Jefferson Davis sia il generale Robert E. Lee lamentarono questo abbaglio.
I primi successi di Forrest gli valsero una promozione nel luglio 1862 a brigadier generale e gli fu assegnato il comando di una brigata di cavalleria confederata. In battaglia Forrest era rapido ad assumere l'iniziativa offensiva, dispiegando celermente le sue truppe di cavalleria lì dove esse potessero smontare e combattere. Di norma egli mirava ad aggirare il fianco nemico per tagliar fuori il suo supporto di retroguardia. Queste tattiche anticiparono le manovre delle fanterie meccanizzate nel corso della seconda guerra mondiale e avevano scarse relazioni con le consuete operazioni di esplorazione, schermatura e carica con l'impiego di sciabola della cavalleria.

### Guerra di movimento di cavalleria
Nel dicembre 1862 le truppe veterane di Forrest furono riassegnate da Bragg ad altro ufficiale malgrado le proteste di Forrest, e ancora una volta egli fu costretto a reclutare una nuova Brigata, stavolta composta di circa 2 000 reclute senza alcuna esperienza. Di nuovo Bragg ordinò un'incursione, stavolta nel Tennessee occidentale per distruggere le comunicazioni delle forze unioniste del generale Grant, minacciando la città di Vicksburg (Mississippi). Forrest protestò che mandare quelle truppe non addestrate al di là delle linee nemiche equivaleva a un suicidio, ma Bragg insistette e Forrest ubbidì ai suoi ordini.
Nel raid che seguì, ancora una volta dimostrò tutta la sua abilità, sospingendo migliaia di soldati unionisti nel Tennessee occidentale in una «gabbia per oche selvatiche», rendendo ardua la localizzazione delle sue forze estremamente mobili. Forrest non si trattenne in alcun luogo abbastanza a lungo da essere individuato, conducendo incursioni molto a settentrione delle rive del fiume Ohio, nel Kentucky sud-occidentale, tornando indietro alle sue basi in Mississippi con più uomini di quanti ne avesse all'inizio delle operazioni, e con molte armi catturate all'Unione. Grant fu obbligato a rivedere i suoi piani e a ritardare significativamente la sua strategia riguardante la campagna di Vicksburg.
Forrest continuò a guidare i suoi uomini in operazioni su scala minore fino all'aprile del 1863, allorché l'esercito confederato lo inviò ai confini dell'Alabama settentrionale e della Georgia occidentale per fronteggiare un attacco di 3 000 cavalleggeri unionisti al comando del Col. Abel Streight. Streight aveva ricevuto ordini di tagliar le ferrovie confederate a sud di Chattanooga (Tennessee), cosa che avrebbe impedito a Bragg di ricevere rifornimenti e lo avrebbe obbligato a ritirarsi in Georgia. Forrest tallonò gli uomini di Streight per 16 giorni, tormentandolo lungo il suo tragitto, finché l'unico obiettivo di Streight divenne semplicemente quello di sfuggire al suo instancabile nemico. Infine, il 3 maggio, Forrest impegnò Streight a Rome e catturò 1 700 soldati unionisti.
Forrest operò con l'esercito principale confederato nella battaglia di Chickamauga (18-20 settembre 1863), in cui inseguì l'esercito unionista in ritirata e prese centinaia di prigionieri. Come molti altri ufficiali sotto il comando di Bragg, raccomandò un immediato ulteriore attacco per riconquistare la città, che era caduta poche settimane prima. Bragg rifiutò di seguire questi consigli e non molto tempo dopo Forrest e Bragg ebbero un diverbio (con annesse minacce di morte a Bragg), che ebbe il risultato di fare assegnare Forrest a un comando indipendente in Mississippi.

### Battaglia di Fort Pillow
Forrest tornò all'opera e subito organizzò una sua forza di 6 000 uomini con cui tornò nel Tennessee occidentale. Non aveva i mezzi per riprendere l'area e conservarla ma disponeva d'una forza abbastanza consistente per rendere l'area inutilizzabile all'Unione. Effettuò numerose incursioni nella regione, da Paducah in Kentucky (25 marzo 1864) alla controversa battaglia di Fort Pillow del 12 aprile 1864. In quella battaglia Forrest pretese la resa incondizionata, in mancanza della quale avrebbe «passato ogni uomo a fil di spada», linguaggio che frequentemente egli usava per accelerare una resa. I dettagli della battaglia rimangono in discussione e controversi.
Ciò che si conosce è che gli uomini di Forrest si accanirono contro i circa 600 uomini della guarnigione del forte, provocando pesanti perdite fra i difensori che rapidamente andarono in crisi. Relazioni contraddittorie su quanto avvenne poi sono oggetto di disputa. Alcuni riportano che i confederati si accanirono contro i soldati unionisti afroamericani all'interno del Forte, anche se un resoconto della battaglia parla di uccisioni indiscriminate. Solo un'ottantina dei 262 uomini di colore sopravvisse alla battaglia. Le perdite furono alte anche fra i difensori bianchi del forte, con 164 uomini su 295 sopravvissuti. Dopo la battaglia, alcuni rapporti accennano a soldati catturati sottoposti ad atti brutali, comprese testimonianze che parlano di crocefissioni alle strutture delle tende e di persone bruciate vive.
Veri o falsi che siano questi rapporti, non sarà mai dato sapere con certezza come sia andata la battaglia dal momento che entrambe le parti usarono tale fatto d'armi a scopo politico, pronte a esagerare gli eventi. Forrest non sembra aver partecipato all'accaduto ed essersi macchiato di brutalità, visto che testimoni riportano il fatto che egli si sarebbe adoperato per trattenere le sue truppe dopo l'arrivo sulla linea del fronte. Un'indagine del generale unionista William Tecumseh Sherman - un alto ufficiale tutt'altro che sensibile alle crudeltà belliche - non trovò alcun addebito da avanzare nei confronti di Forrest.

### Conclusione della guerra
La più grande vittoria di Forrest giunse il 10 giugno 1864, quando i suoi 3 500 uomini sbaragliarono 8 500 uomini comandati dal generale Samuel D. Sturgis nella battaglia di Brice's Crossroad. Qui la mobilità delle sue forze e la sua tattica superiore gli fecero conseguire una notevole vittoria e causò 2 500 perdite unioniste a fronte delle 492 confederate, e spazzò via completamente le forze dell'Unione da larga parte del Tennessee sud-occidentale e del Mississippi settentrionale. Forrest guidò altri raid quell'estate e quell'autunno, incluso uno nell'agosto 1864, nel centro di Memphis, allora controllata dall'Unione, e un altro in profondità contro un deposito logistico unionista a Johnsonville il 3 ottobre 1864, in cui causò perdite materiali per milioni di dollari.
In dicembre combatté con l'Armata del Tennessee confederata nella disastrosa Campagna di Franklin-Nashville. Si confrontò ancora una volta duramente col suo comandante superiore, domandando il permesso a John B. Hood di attraversare il fiume a Franklin e tagliare la strada all'esercito unionista in rotta di John M. Schofield. Si mise in luce infine comandando la retroguardia confederata in una serie d'azioni che consentirono all'esercito sudista di mettersi in salvo dopo la disastrosa battaglia di Nashville. Per questo egli si guadagnò la promozione al rango di tenente generale.
Nel 1865, Forrest tentò senza successo di difendere lo stato dell'Alabama dal distruttivo raid di Wilson. Il suo avversario, il brigadier generale James H. Wilson, fu uno dei pochi generali unionisti a sconfiggere Forrest in battaglia. Aveva ancora un esercito in campo in aprile, quando lo raggiunsero le notizie sulla resa di Lee. Gli fu consigliato di fuggire in Messico ma scelse di condividere il destino dei suoi uomini e di arrendersi. Il 9 maggio 1865, a Gainesville (Alabama), Forrest lesse il suo messaggio di commiato alle truppe.
Fu più tardi assolto da ogni accusa di violazione del codice di guerra per quanto riguardava il massacro di fort Pillow e gli fu consentito di tornare alla vita privata. Poco dopo la guerra, interrogato su chi fosse stato il miglior soldato che egli avesse mai avuto ai suoi ordini (probabilmente dimenticando "Stonewall" Jackson), Robert E. Lee rispose: «Un uomo che non ho mai incontrato, signore. Il suo nome è Forrest», malgrado questi fosse stato appena un mese al suo servizio, immediatamente prima della fine delle ostilità.

### Impatto delle dottrine di Forrest
Forrest fu uno dei primi uomini ad elaborare le dottrine della "guerra di movimento" che diventeranno prevalenti nel XX secolo. Il fulcro della sua strategia era «muoversi il più velocemente possibile col massimo delle forze», anche se questo significava spingere le proprie cavalcature oltre i limiti, cose che egli fece più d'una volta.
Un rapporto della battaglia di Paducah riferiva che Forrest aveva percorso 100 miglia in sole 50 ore con un corpo di cavalleria forte di 2.500 uomini. Forrest divenne notissimo per il suo uso delle tattiche di guerra di movimento e per l'abile impiego della cavalleria. Metteva in costante difficoltà il nemico con le sue rapide incursioni, con la distruzione dei rifornimenti e la minaccia permanente portata alle vie di comunicazione avversarie, tramite la devastazione delle linee ferroviarie e il taglio delle linee telegrafiche, manovrando alle spalle degli eserciti unionisti.

## Anni del dopoguerra e Ku Klux Klan
Dopo la guerra Forrest si stabilì a Memphis, Tennessee, edificando un'abitazione sulla sponda del fiume Mississippi. Abolita la schiavitù e rovinato finanziariamente, Forrest si dice fosse distrutto psicologicamente. Si impiegò nella Ferrovia Selma, Marion & Memphis e diventò presidente della compagnia. Come privato cittadino, Forrest era noto per la sua gentilezza e generosità nei confronti dei suoi vecchi camerati che si mettevano in contatto con lui. Fu durante questo periodo che egli divenne un punto di riferimento per il nascente movimento del Ku Klux Klan.
Secondo una notizia tramandata oralmente, George Gordon, capo del Ku Klux Klan, un ex-brigadier generale confederato, giunse a Memphis per vedere Forrest e gli parlò di una nuova organizzazione, al che Forrest avrebbe risposto: «Questa è una buona cosa. Una dannata buona cosa. Possiamo impiegarla per mantenere i negri (niggers) al loro posto». Fu acclamato a Nashville, alla convenzione del KKK del 1867, come primo Grand Wizard, comandante in capo di quella organizzazione.
Secondo Andrew Ward, Bedford Forrest aveva intenzione di uccidere gli elettori di colore e i repubblicani bianchi per impaurire i cittadini di colore che volessero andare a votare.
In un'intervista a un giornale del 1868, Forrest sostenne che il Klan era un'organizzazione nazionale di 550.000 aderenti e che, sebbene egli non ne fosse un componente, simpatizzava nondimeno per essa e che avrebbe "cooperato" con loro, riuscendo egli stesso a radunare 40.000 aderenti al KKK nell'arco di cinque giorni. Asseriva che il Klan non vedeva i «neri» come suoi nemici, quanto piuttosto i carpetbaggers (gli avventurieri e speculatori nordisti che giunsero nel Sud dopo la fine della guerra) e gli scalawags (i "mascalzoni" sudisti che preferirono collaborare coi vincitori).
Grazie anche alla notorietà di Forrest, l'organizzazione crebbe rapidamente. Molti componenti del nuovo gruppo cominciarono a impiegare la forza per opporsi all'allargamento dei diritti di voto ai neri e a opporsi alle misure introdotte per la ricostruzione del paese allo scopo di metter fine alla segregazione. Nel 1869, Forrest, in disaccordo con il crescente uso della violenza, chiese al Klan di sciogliersi, affermando che era stato «snaturato dai suoi originari onorevoli e patriottici fini, diventando aggressivo anziché ossequioso della pubblica quiete». 
Numerosi aderenti del gruppo nel Paese ignorarono l'ordine e continuarono ad agire. Di conseguenza Forrest preferì prendere le distanze dal KKK e nel 1875 tenne addirittura un discorso davanti un'organizzazione di sudisti neri che propugnavano la riconciliazione razziale.
Forrest morì nell'ottobre del 1877 a Memphis, a quanto si disse per complicazioni derivanti dal suo diabete, e fu sepolto nell'Elmwood Cemetery. Nel 1904 i suoi resti furono riesumati e traslati nel Forrest Park, un parco cittadino di Memphis.

## Eredità postuma
Forrest è ricordato per gli eventi positivi e negativi della sua vita. Vi sono ancora dispute circa le sue azioni a Fort Pillow e la sua reputazione è stata intaccata dal suo coinvolgimento nella prima manifestazione del Ku Klux Klan. Ugualmente però, e con pari evidenza, Nathan Bedford Forrest sarà sempre considerato come un comandante militare di grande e spontanea abilità e maestro dell'impiego in guerra dei principi di movimento della cavalleria e della capacità di usare in modo dinamico la sua forza, secondo una linea tattica che troverà epigoni nel corso della storia militare.
Nathan Bedford Forrest rimane un eroe per molti abitanti del Tennessee. Esiste un busto di Forrest (scolpito da Jane Baxendale) nel Campidoglio dello Stato a Nashville e un'altra statua del Generale Forrest si erge nel Nathan Bedford Forrest Park di Memphis. Obelischi commemorativi sono stati posti nel suo luogo natale a Chapel Hill e nel Nathan Bedford Forrest State Park presso Camden mentre vi sono 32 altri siti storici dedicati a N.B. Forrest. Lo stato del Tennessee ha fornito tre presidenti: Andrew Jackson, James K. Polk e Andrew Johnson, ma Forrest ha più siti celebrativi e più monumenti a lui dedicati di tutti quelli eretti ai tre presidenti insieme.
Esisteva anche una scuola superiore intitolata a Forrest a Jacksonville, Florida, ma a seguito di una decisione del corpo studentesco nel dicembre 2013 essa cambiò denominazione.
Il pronipote Nathan Bedford Forrest III ha seguito la carriera militare raggiungendo il rango di brigadier generale dell'aviazione nel corso della seconda guerra mondiale: curiosamente, Forrest III cadde in azione nel 1943, mentre partecipava a un'azione di bombardamento aereo sopra la Germania nazista.

## Ruolino militare e promozioni

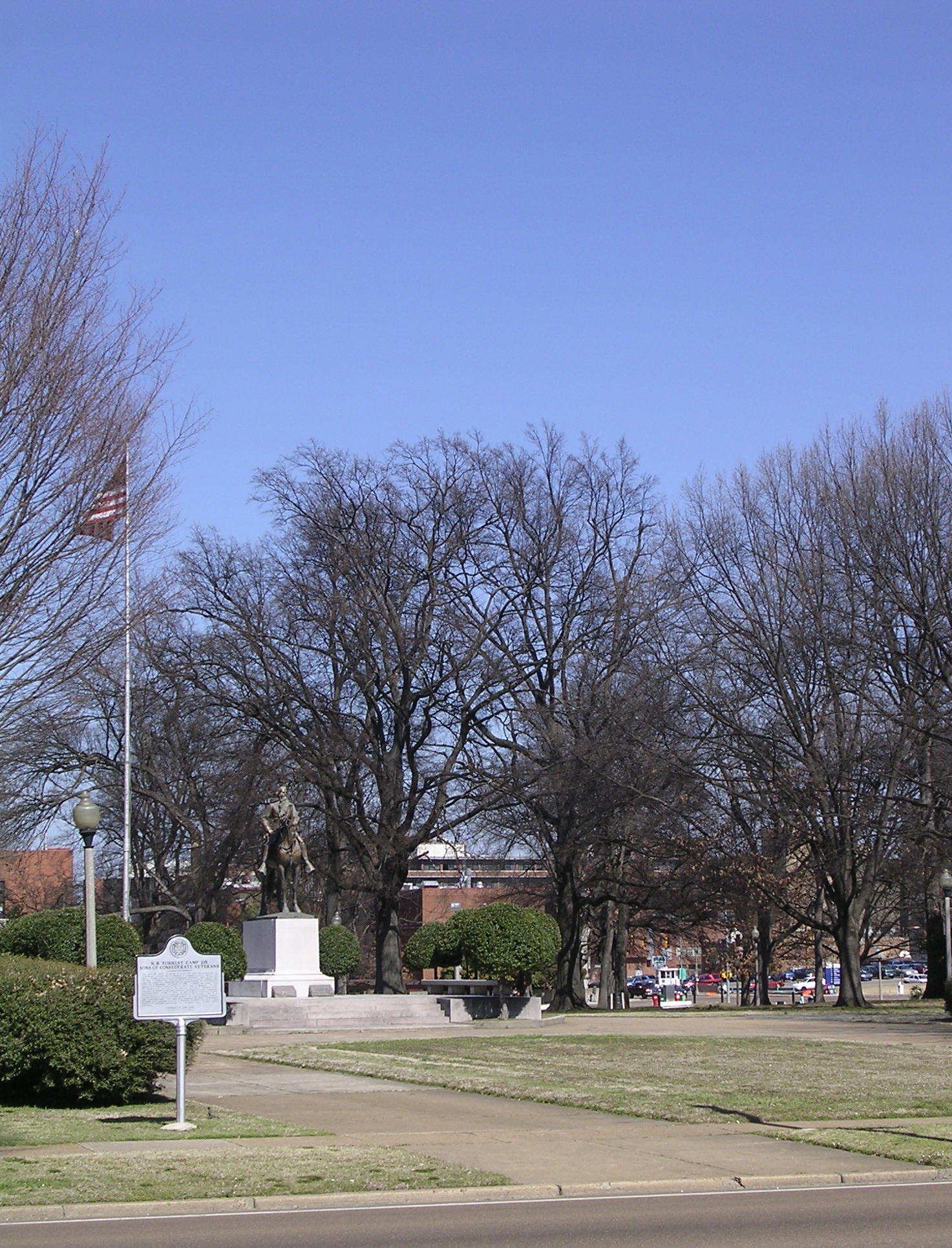
Nathan Bedford Forrest Park a Memphis (Tennessee).

- Arruolato come privato cittadino nel luglio 1861. (Compagnia "E", Tennessee Mounted Rifles)
- Brevetto di tenente colonnello (Lt. Colonel), ottobre 1861. (comando del 7º Cavalleria del Tennessee)
- Promosso colonnello, febbraio 1862, Fort Donelson.
- Ferito nella battaglia di Shiloh, aprile 1862.
- Promosso brigadier generale, luglio 1862, 3º Cavalleria del Tennessee.
- Prima battaglia di Murfreesboro, luglio 1862.
- Raid in Tennessee, Kentucky e Mississippi, Autunno 1862 – primavera 1863.
- Battaglia di Day's Gap, aprile – maggio 1863.
- Battaglia di Chickamauga, settembre 1863.
- Battaglia di Paducah, marzo 1864.
- Battaglia di Fort Pillow, aprile 1864.
- Battaglia di Brice's Crossroads, giugno 1864.
- Raid in Tennessee, agosto–ottobre 1864.
- Battaglia di Spring Hill, novembre 1864.
- Battaglia di Franklin, novembre 1864.
- Battaglia di Nashville, dicembre 1864.
- Promosso tenente generale, assegnato a comando autonomo, dicembre 1864.
- Indirizzo di saluto finale alle sue truppe, maggio 1865.

## Curiosità
Nathan Bedford Forrest ha dato il nome a Forrest Gump, protagonista dell'omonimo film di Robert Zemeckis. Nel film la signora Gump dà questo nome al figlio proprio in ricordo di Nathan B. Forrest come fondatore del Ku Klux Klan. La donna non era però una simpatizzante di questo movimento: diede quel nome al figlio per ricordargli "che tutti facciamo cose che... beh, che non hanno molto senso." (tr. "we all do things that, well, just don't make any sense.")